# As Long as You Are
As Long as You Are è il sesto album in studio del gruppo musicale statunitense Future Islands, pubblicato nel 2020.

## Tracce
Tutte le tracce sono state scritte da Gerrit Welmers, Michael Lowry, Samuel T. Herring e William Cashion.

1. Glada – 4:16
2. For Sure – 3:25
3. Born in a War – 4:13
4. I Knew You – 4:12
5. City's Face – 3:50
6. Waking – 4:08
7. The Painter – 4:50
8. Plastic Beach – 3:40
9. Moonlight – 3:38
10. Thrill – 4:20
11. Hit the Coast – 3:53